# Walter Super Castor
Walter Super Castor byl československý devítiválcový zážehový vzduchem chlazený hvězdicový motor s reduktorem. Byl vyvinut v polovině 30. let 20. století a byl vyráběn Akciovou společnosti Walter, továrnou na automobily a letecké motory v Praze-Jinonicích. V letech 1936–1939 byl postupně vyráběn v několika variantách: od roku 1935 Walter Super Castor I, od roku 1936 Walter Super Castor II a od roku 1937 Walter Super Castor I-SR a Walter Super Castor I-MR. Motor Walter Super Castor I-MR je vystaven v expozici Leteckého muzea ve Kbelích.

## Vznik a vývoj

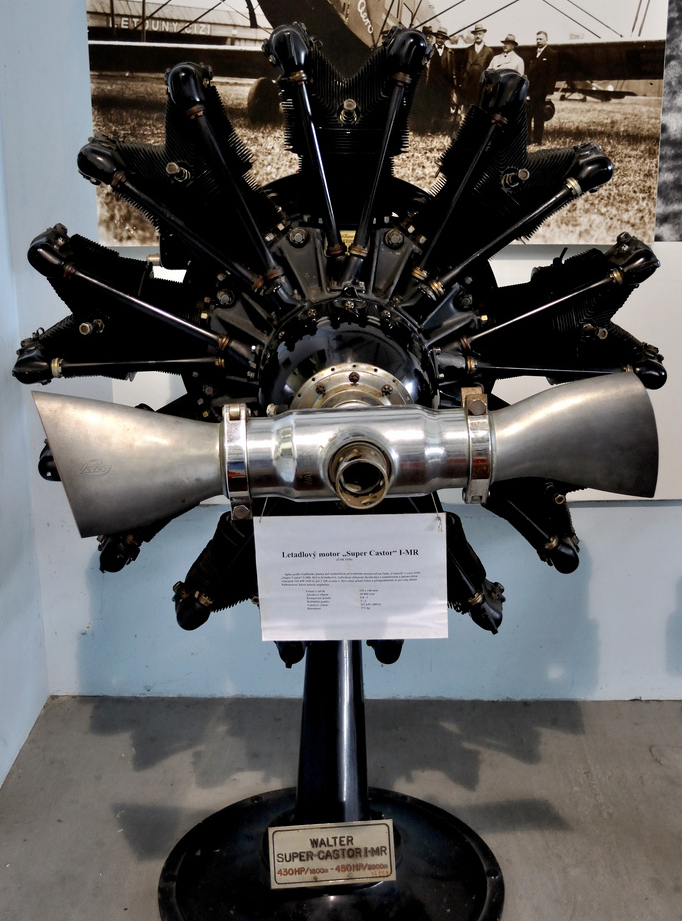
Walter Super Castor I-MR (1937)

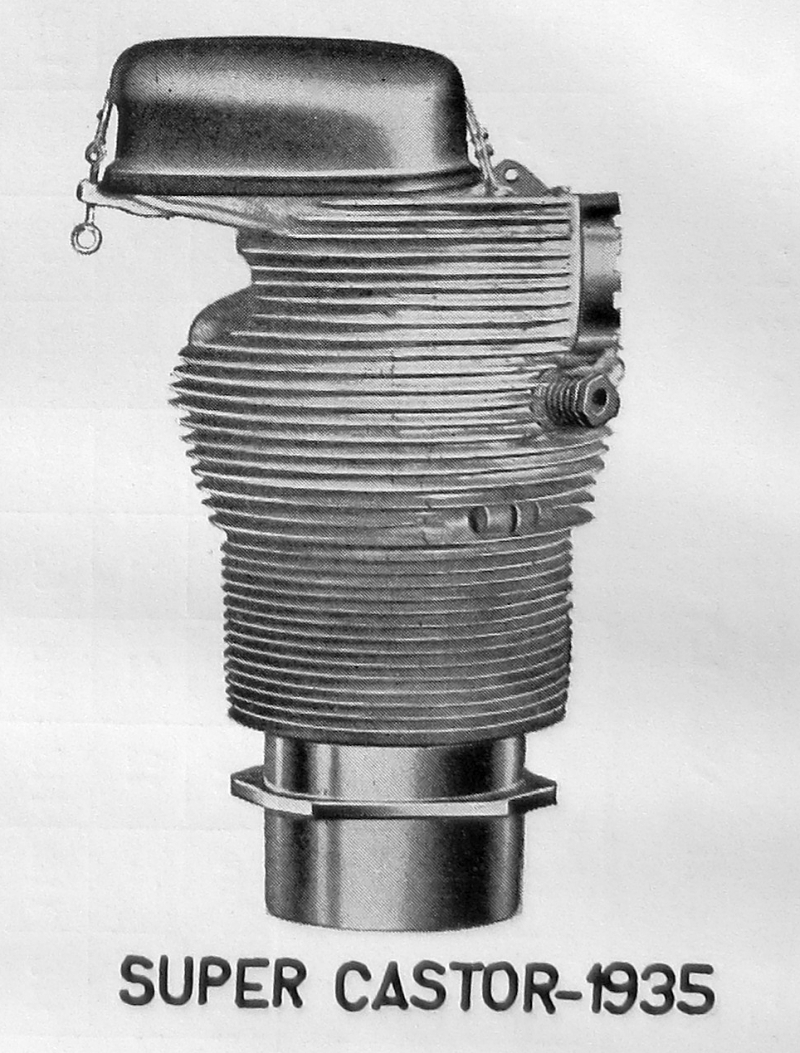
Walter Super Castor (detail válce)

Spíše podle tradičního jména a podle velmi úspěšných motorů Walter Castor a Walter Castor II dostal své jméno motor představený v roce 1936 – Walter Super Castor. S původním Castorem však neměl mnoho společného – to byl sedmiválcový zážehový vzduchem chlazený hvězdicový motor. Walter Super Castor byl devítiválcový zážehový vzduchem chlazený hvězdicový motor s reduktorem. Proto za přímějšího předchůdce je vhodné jmenovat reduktorové verze devítiválcových motorů – Walter Pollux II-R (1935) a Walter Pollux III-R. To vyplývá z faktu, že Super Castory společně s Polluxy II-R a III-R měly stejný reduktor, stejné vrtání (135 mm) a stejný počet válců (9H). Zatímco s Walter Castorem, který měl jiný počet válců, je spojoval v podstatě jen tradiční název.
Super Castor byl od počátku (na rozdíl od svých předchůdců) vybaven reduktorem a dával nominální výkon 316 kW/430 k v nominální výšce 1800 m. Jeho konstrukce se lišila od původního Castora zejména menším zdvihem válců, poněkud nižším stlačením a vyššími otáčkami, které si vyžádaly reduktor s převodem 3:2 na vrtuli. Motor měl odstředivý kompresor, čímž vzrostl výkon z původních 18,8 k (Walter Castor III) na 22,5 k na litr objemu válců.
Konstrukční oddělení továrny Walter v čele s hlavním konstruktérem ing. Františkem Adolfem Barvitiem tak pokračovalo ve vývoji vyšší výkonové skupiny motorů, řady Castor a Pollux, z hvězdicových motorů o vrtání válců 135 mm a zdvihu 170 mm. Ucelená řada motorů této „hvězdné série“, s tímto počtem a uspořádáním válců (9H), s tímto vrtáním a zdvihem měla u Walter Super Castora pokračování, které však znepřehlednila sama továrna Walter, když v letech 1937–1938 všechny svoje motory přejmenovala. S jistotou lze tvrdit, že do roku 1937 byly vyráběny motory Walter Super Castor I a Walter Super Castor II, které se významněji lišily výkonem ve výšce. V roce 1938 se v katalogu Walter uvádějí už jen reduktorové verze Walter Super Castor I-MR (z verze I) a Walter Super Castor I-SR (z verze II). Těžko však jde o tytéž, pouze přejmenované motory, protože data se u těchto Super Castorů liší. Je zřejmé, že výkony původních motorů (I, II) byly meziročně modifikovány (I-SR, I-MR). Literatura uvádí i motor Walter Castor I-R/2 resp. I-RC z roku 1936, ale ten byl v roce 1937 přejmenován na Walter Super Castor I-MR. Podstatné však je, že oproti jejich předchůdcům Castor a Pollux došlo ke zkrácení zdvihu na 146 mm a že všechny tyto motory byly vybaveny reduktorem.
Světovou premiéru si motor Super Castor odbyl od 13. listopadu 1936 na XV. mezinárodním aerosalónu v Paříži, kde byl představen na stánku továrny Walter s dalšími 4 novými motory zavedenými do výroby v roce 1936 (Walter Major 6, Walter Sagitta, Walter Scolar, Walter Minor 6), mimo nich byly vystaveny i dříve vyvinuté motory invertní (Walter Atom, Walter Mikron, Walter Minor 4, Walter Major 4) a hvězdicové (Walter Gemma, Walter Bora II-R, Walter Castor II, Walter Pollux II-R). Celkem jinonická továrna vystavila 12 svých motorů. Homologační zkoušky byly odjety až v letech 1937–1938. Např. u Super Castor I to bylo mezi 15. 1. –10. 2. 1937 a u Super Castor I-MR ve dnech 15. 4. –14. 5. 1938. Těmto časovým údajům odpovídají i dny vyhotovení zveřejněných charakteristik (křivky leteckého motoru).

## Popis motoru

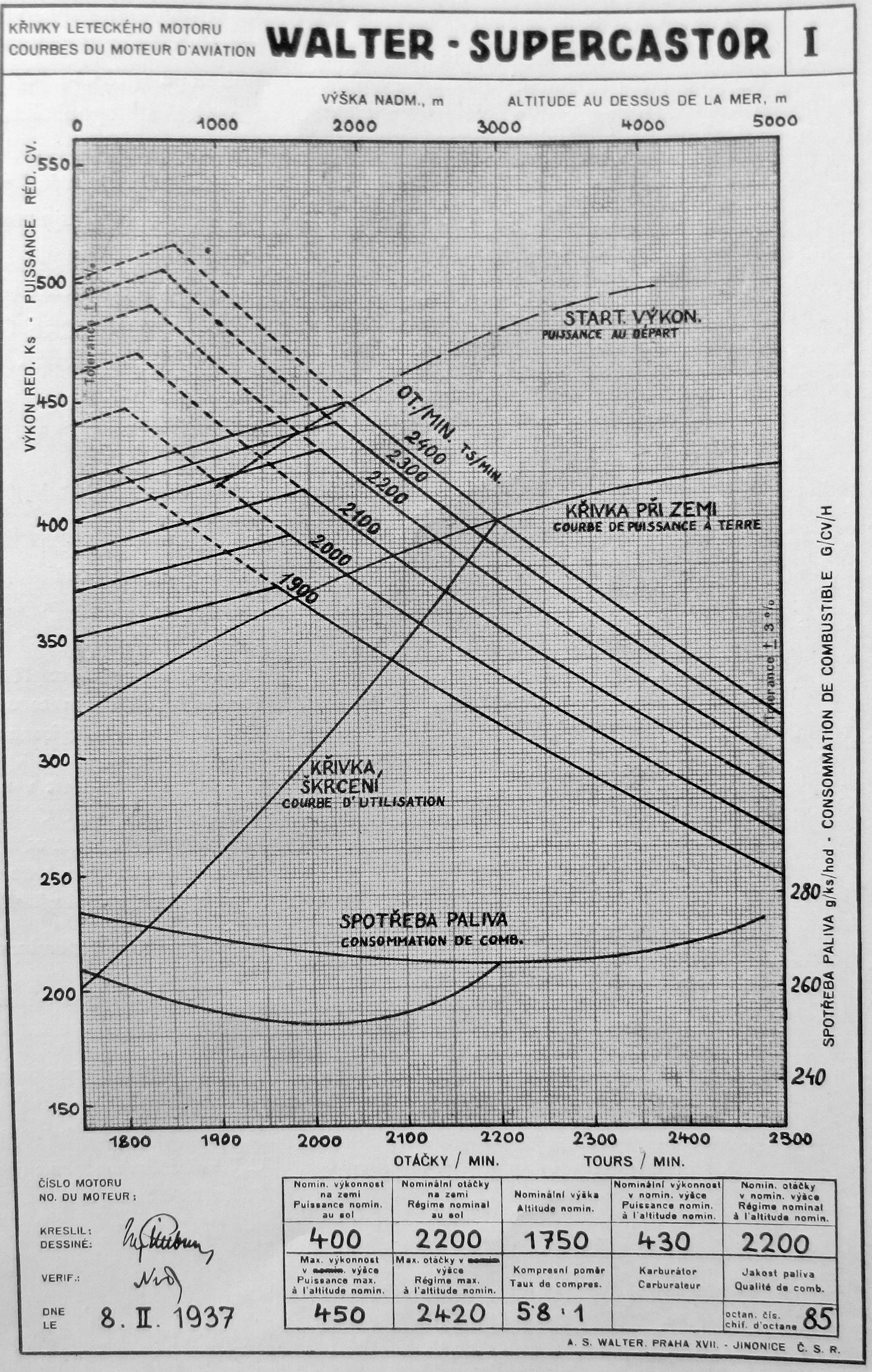
Walter Super Castor I, charakteristiky (1937)

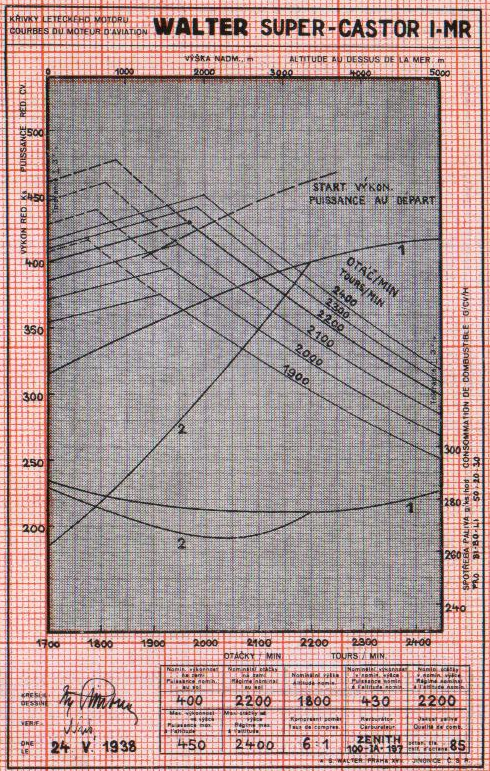
Walter Super Castor I-MR, charakteristiky (1938)

Motory řady Walter Super Castor byly devítiválcové, hvězdicové motory s vrtáním 135 mm a zdvihem 146 mm (9H) a všechny měly reduktor – převod na vrtuli 3:2 (0,667). Jejich použití na letounech je však „řídké“. Zcela průkazně byl Walter Super Castor I-MR použit u letadel Aero A-304 z let 1937–1939. Motor verze I-SR se vyznačoval výkonem 450 k (331 kW) ve výšce 4000 m, zatímco verze I-MR tento výkon dosahovala ve výšce 2000 m. V úspěších na leteckých soutěžích v letech 1936–1939 nelze v podstatě vystopovat žádné zmínky o letadlech s motory Walter Super Castor. V prvé řadě se zřejmě nejednalo o motor pro nějaký akrobatický letoun a také proto, že v napjaté době před II. světovou válkou takových soutěží valem ubývalo.
Konstruktér byl veden směrnicemi: krátký zdvih, zvětšení chladicí plochy žeber a hlavy válců a zesílení klikového mechanismu. S cílem snížit hmotnost a zvýšit pevnost a tepelnou vodivost byly použity kované písty ze slitiny hliníku (hiduminium). Pro dosažení vyšších výkonů i ve výšce byl pro plnění válců použit vysokoobrátkový rotační kompresor Viet se satelitovým reduktorem Farman. Vrtulový hřídel byl uzpůsoben pro montáž stavitelných vrtulí za letu (Hamilton Standard). Motor mohl být startován několika způsoby. Mechanickým spouštěčem Eclipse 3H8, elektrickým spouštěčem Eclipse E 160 nebo setrvačníkovým spouštěčem Eclipse 6. Všechny pohony byly uloženy na zadním víku motoru.
Počty vyrobených motorů Walter Super Castor nejsou v oficiálních pramenech uváděny. Na portále Občanského sdružení valka.cz. je u motoru Walter Super Castor uveden počet 70 motorů. Letadel Aero A-304 bylo vyrobeno 19 ks, což při osazení 2 motorů na letoun dává min. počet 38 motorů.
V roce 1936 nabídka Walter představovala 12 různých typů hvězdicových motorů, vlastních i licenčních. Z toho 10 motorů bylo devítiválcových a na pařížském aerosalonu z celkového počtu 28 vystavovaných radiálních devítiválců představovala 8 právě továrna Walter. Touto typovou řadou Walter Super Castor se uzavřel „příběh“ zážehových vzduchem chlazených hvězdicových motorů Walter. A ani po druhé světové válce se neobnovila tradice hvězdicových motorů Walter vlastní konstrukce. Už v době jeho výroby ve výrobním programu Walter převažovaly řadové zážehové invertní motory řad Junior (1932), Major (1934), Mikron (1934) a Minor (1934), z nichž některé vydržely ve výrobním programu až do poloviny 60. let 20. století, kdy z tehdejšího Motorletu n. p. byly delimitovány do n. p. Avia Čakovice (1964) a později do Leteckých opraven Malešice (1992), které pak modifikované verze vyráběly až do konce 20. století. I nynější nástupce malešických opraven LOM PRAHA s.p. má tyto modifikace ve výrobním programu i dnes (M132 a M332 z Walter Minor 4-III, M137 a M337 z Walter Minor 6-III).

## Použití
Továrna Aero chtěla tento motor použít v roce 1936 na dopravním letounu A-204, avšak ČSA si vyžádaly instalaci starších a méně výkonných motorů Walter Pollux II. Přes pozitivní zkoušky prototypu (OK-BAA) ve VTLÚ k objednávce nedošlo. Práce nepřišly až tak vniveč, protože MNO si v roce 1937 objednalo vojenskou verzi tohoto letounu, která pak dostala označení Aero A-304.
Na továrnu Aero, továrna letadel, dr. Kabeš, Praha-Vysočany se únoru 1935 obrátily ČSA s požadavkem na konstrukci a výrobu rychlého dopravního letounu pro dvoučlennou posádku a 8 cestujících na přepravní vzdálenost až 900 km. Továrna Aero představila v březnu 1936 dopravní letoun Aero A-204 se dvěma motory Walter Pollux II, ale prototyp (OK-BAA) nedošel u ČSA ani MNO uznání. Práce v Aeru – kupodivu podporované MNO – pokračovaly. Výsledkem byl stroj Aero A-304 konstruktéra Ing. Antonína Husníka, který úspěšně zakončil v prvé polovině roku 1938 vojenské zkoušky. Jednalo se o čtyřmístný dvoumotorový dolnoplošník. Letoun měl celokovovou kostru potaženou částečně plátnem a duralovými plechy se zatahovacím podvozkem záďového typu s ostruhou. Měl čtyřmístnou kabinu a byl využíván jako průzkumný/pozorovací letoun.
Letouny v množství 15 kusů byly dodány československému vojenskému letectvu a patřily k jeho nejmodernějším strojům. Projevilo o ně zájem i Rumunsko a Řecko, avšak na podzim 1938 bylo jednání v důsledku mnichovské dohody přerušeno. Byl na něm sice patrný původ v civilním dopravním stroji Aero A-204, ale v předválečném období byl dovybaven zbraňovými systémy (1 × 7,92mm pohyblivý kulomet vzor 30 v zasklené přídi, 1 × kulomet vzor 30 ráže 7,92mm v otočné střelecké věžičce na hřbetu letadla, 1 × 7,92mm pohyblivý kulomet vzor 30 v podlaze střeleckého prostoru pod trupem). V lehké bombardovací verzi unesl 300 kg pum. MNO dále rozšířilo původní objednávku na 19 kusů, ale série se dostavovala až po 15. březnu 1939. Po březnu 1939 stroje požívala Luftwaffe v Prostějově k výcviku posádek, jeden stroj nazývaný „Pelikán“ získalo bulharské carské letectvo.

## Použití v letadlech
- Aero A-304

## Specifikace

### Technické údaje
- Typ: čtyřdobý zážehový vzduchem chlazený hvězdicový letecký devítiválec s reduktorem[3][4][12][16]

- Počet válců: 9
- Celková plocha pístů: 1288 cm²
- Rozvod: OHV, dvouventilový
- Zapalování: 2 magneta Scintilla LV9-D-4
- Mazání: tlakové oběžné, se suchou klikovou skříní
- Pohon: dvoulistá dřevěná nebo kovová vrtule
- Chlazení: vzduchové
- Karburátor: Zénith 100 IA 160

| Označení motoru             | Walter Super Castor I                                                                               | Walter Super Castor II                                                                              | Walter Super Castor I-SR                                                                            | Walter Super Castor I-MR                                                                            |
| --------------------------- | --------------------------------------------------------------------------------------------------- | --------------------------------------------------------------------------------------------------- | --------------------------------------------------------------------------------------------------- | --------------------------------------------------------------------------------------------------- |
| Výroba od                   | 1935                                                                                                | 1936                                                                                                | 1937                                                                                                | 1937                                                                                                |
| Vrtání                      | 135 mm                                                                                              | 135 mm                                                                                              | 135 mm                                                                                              | 135 mm                                                                                              |
| Zdvih                       | 146 mm                                                                                              | 146 mm                                                                                              | 146 mm                                                                                              | 146 mm                                                                                              |
| Vnější průměr motoru        | 1 192 mm                                                                                            | 1 192 mm                                                                                            | 1 190 mm                                                                                            | 1 190 mm                                                                                            |
| Zdvihový objem motoru:      | 18 801 cm³                                                                                          | 18 801 cm³                                                                                          | 18 801 cm³                                                                                          | 18 801 cm³                                                                                          |
| Kompresní poměr:            | 5,8:1                                                                                               | 5,8:1                                                                                               | 6,0:1                                                                                               | 6,0:1                                                                                               |
| Převod na vrtuli:           | 3:2 (0,667)                                                                                         | 3:2 (0,667)                                                                                         | 3:2 (0,667)                                                                                         | 3:2 (0,667)                                                                                         |
| Jmenovitý výkon při zemi:   | 279,4 kW / 380 k při 2200 ot/min                                                                    | 257,4 kW / 350 k při 2200 ot/min                                                                    | 268,4 kW / 365 k při 2200 ot/min                                                                    | 294,1 kW / 400 k při 2200 ot/min                                                                    |
| Maximální výkon při zemi:   | -                                                                                                   | -                                                                                                   | 352,9 kW / 480 k při 2200 ot/min                                                                    | 338,2 kW / 460 k při 2200 ot/min                                                                    |
| Jmenovitý výkon v nomin. H: | 301,5 kW / 410 k při 2200 ot/min                                                                    | 294,1 kW / 400 k při 2200 ot/min                                                                    | 308,9 kW / 420 k při 2200 ot/min                                                                    | 316,2 kW / 430 k při 2200 ot/min                                                                    |
| Nominální výška H:          | 1800 m                                                                                              | 3500 m                                                                                              | 3750 m                                                                                              | 1800 m                                                                                              |
| Maximální výkon ve výšce:   | 316,2 kW / 430 k při 2400 ot/min                                                                    | 308,9 kW / 420 k při 2400 ot/min                                                                    | 330,9 kW / 450 k při 2400 ot/min (4000 m)                                                           | 330,9 kW / 450 k při 2400 ot/min (2000 m)                                                           |
| Hmotnost suchého motoru     | 355 kg                                                                                              | 355 kg                                                                                              | 360 kg                                                                                              | 360 kg                                                                                              |
| Poměr výkonu k hmotnosti:   | 0,85 kW/kg                                                                                          | 0,83 kW/kg                                                                                          | 0,86 kW/kg                                                                                          | 0,88 kW/kg                                                                                          |
| Poměr výkonu k objemu       | 16,00 kW/l                                                                                          | 15,65 kW/l                                                                                          | 16,43 kW/l                                                                                          | 16,82 kW/l                                                                                          |
| Spotřeba paliva:            | 245–255 g·h−1·k−1 / 333–347 g·h−1·kW−1                                                              | 245–255 g·h−1·k−1 / 333–347 g·h−1·kW−1                                                              | 260–280 g·h−1·k−1 / 353–381 g·h−1·kW−1                                                              | 270–290 g·h−1·k−1 / 367–394 g·h−1·kW−1                                                              |
| Spotřeba oleje:             | –                                                                                                   | –                                                                                                   | 8 kg/h při 430 k                                                                                    | 8 kg/h při 430 k                                                                                    |
| Předepsané palivo:          | benzín (oktanové číslo min. 85) nebo směs bi-Bo-Li/Dynacol (50% benzínu, 20% benzénu a 30% etanolu) | benzín (oktanové číslo min. 85) nebo směs bi-Bo-Li/Dynacol (50% benzínu, 20% benzénu a 30% etanolu) | benzín (oktanové číslo min. 85) nebo směs bi-Bo-Li/Dynacol (50% benzínu, 20% benzénu a 30% etanolu) | benzín (oktanové číslo min. 85) nebo směs bi-Bo-Li/Dynacol (50% benzínu, 20% benzénu a 30% etanolu) |

## Galerie

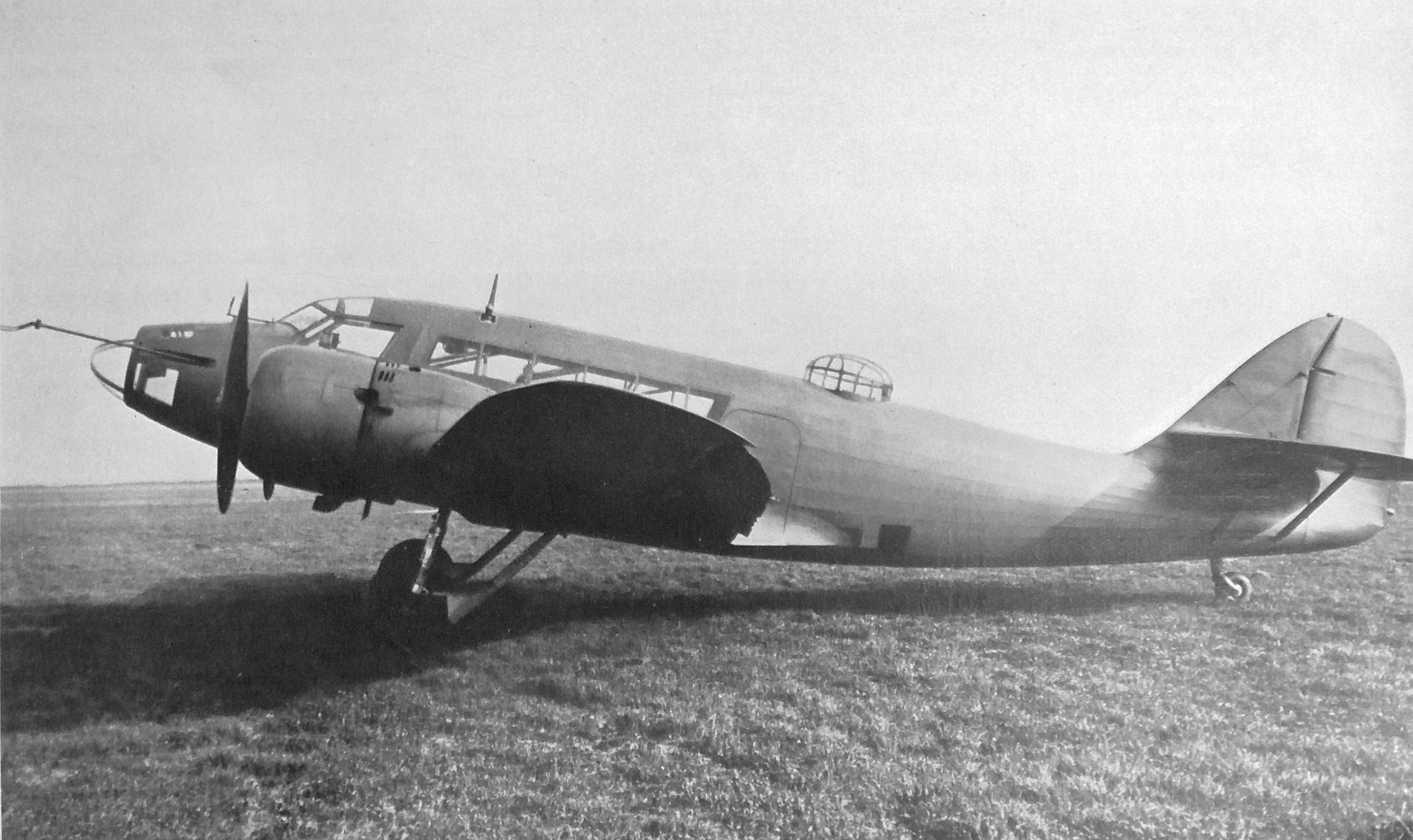
Aero A-304, prototyp (1937)
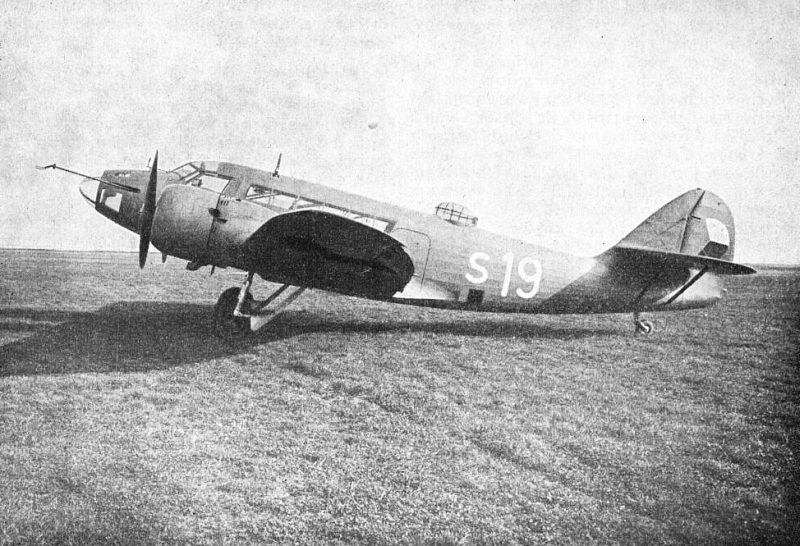
Aero A-304 s motory Walter Super Castor I-MR (1938)
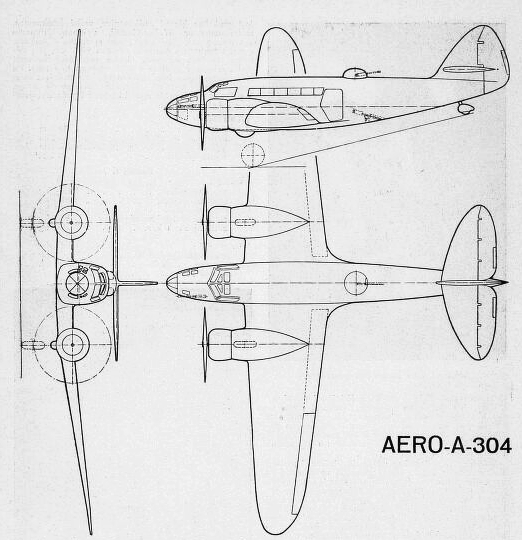
Aero A-304 (3D pohled)